# Jean Verstappen
Pour les articles homonymes, voir Verstappen.
Jean Verstappen né le 1er février 1923 à Uccle et mort le 17 octobre 2015 à Glimes, est un homme politique belge, membre du Parti communiste de Belgique et militant wallon.

## Biographie
Il fait partie de la Résistance en 1942, s'engage en 1944 dans le 11e bataillon de fusillers, fait ainsi la campagne d'Allemagne dans la 3e armée américaine du général Patton.
Dès 1950, il s'engage dans les milieux communistes, se présente comme chrétien progressiste sur les  listes du parti à Rixensart (octobre 1952), mais n'est pas élu. Il fonde le Groupe d'études marxistes qui réunit dans les années 1950 maints prêtres du Brabant wallon et des communistes. Il participe à la Grève générale de l'hiver 1960-1961 et organise la grève aux usines Henricot de Court-Saint-Étienne. Il adhère au Mouvement populaire wallon et est élu sénateur sur une liste de cartel regroupant des communistes, des socialistes et des militants du Parti wallon des travailleurs. Cependant, dit l'Encyclopédie du Mouvement wallon (Tome III, p. 1609), c'est surtout les réformes de structure qui l'intéressent et non  le Fédéralisme en lui-même qu'il voit plutôt comme un moyen que comme une fin. En 1968, il n'est pas réélu et en veut au Rassemblement wallon qu'il accuse d'avoir profité de la conscientisation opérée par le Mouvement populaire wallon et d'avoir jeté le trouble dans l'esprit des travailleurs. À la fin des années 1960, il lutte contre l'intervention américaine au Vietnam.
Il est conseiller au CPAS de Rixensart de 1970 à 1982.